# Pachycondyla verenae
Pachycondyla verenae is een mierensoort uit de onderfamilie van de Ponerinae. De wetenschappelijke naam van de soort is voor het eerst geldig gepubliceerd in 1922 door Forel.